# 1906 en Lorraine
Chronologie de la Lorraine
- 1902
- 1903
- 1904
- 1905
- 1906
- 1907
- 1908
- 1909
- 1910

Cette page est une liste d'événements qui se sont produits durant l'année 1906 en Lorraine.

## Événements

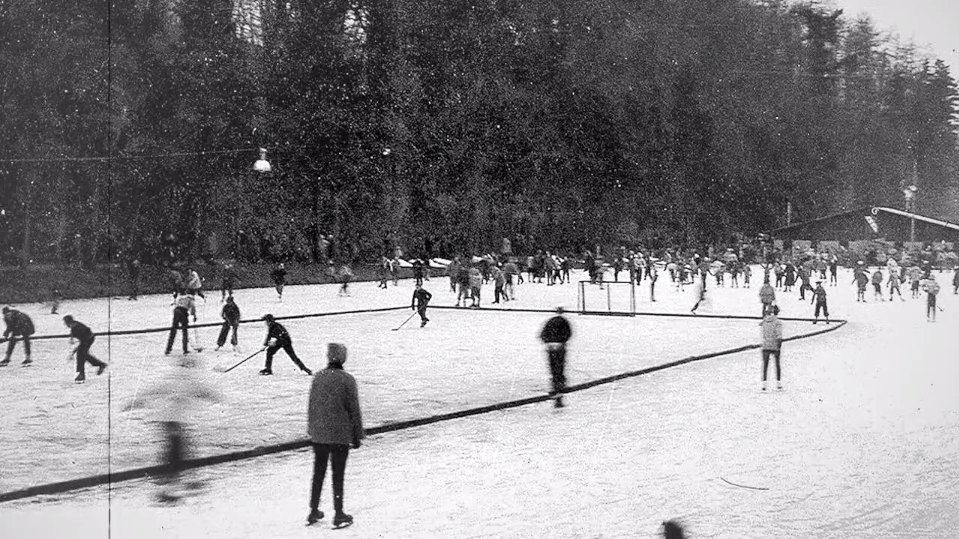
Les débuts du patinage à Épinal

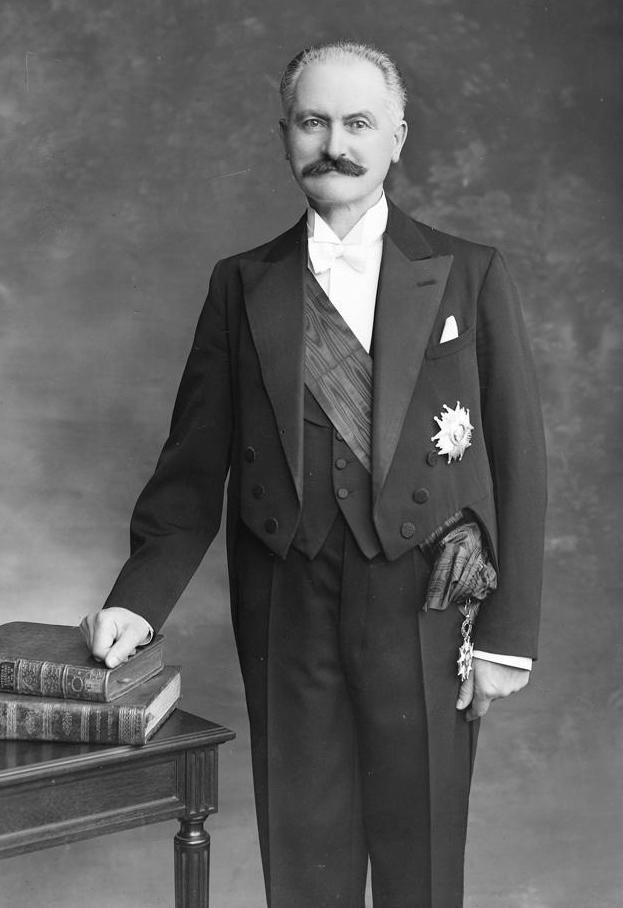
Albert Lebrun en 1932 (portrait officiel)

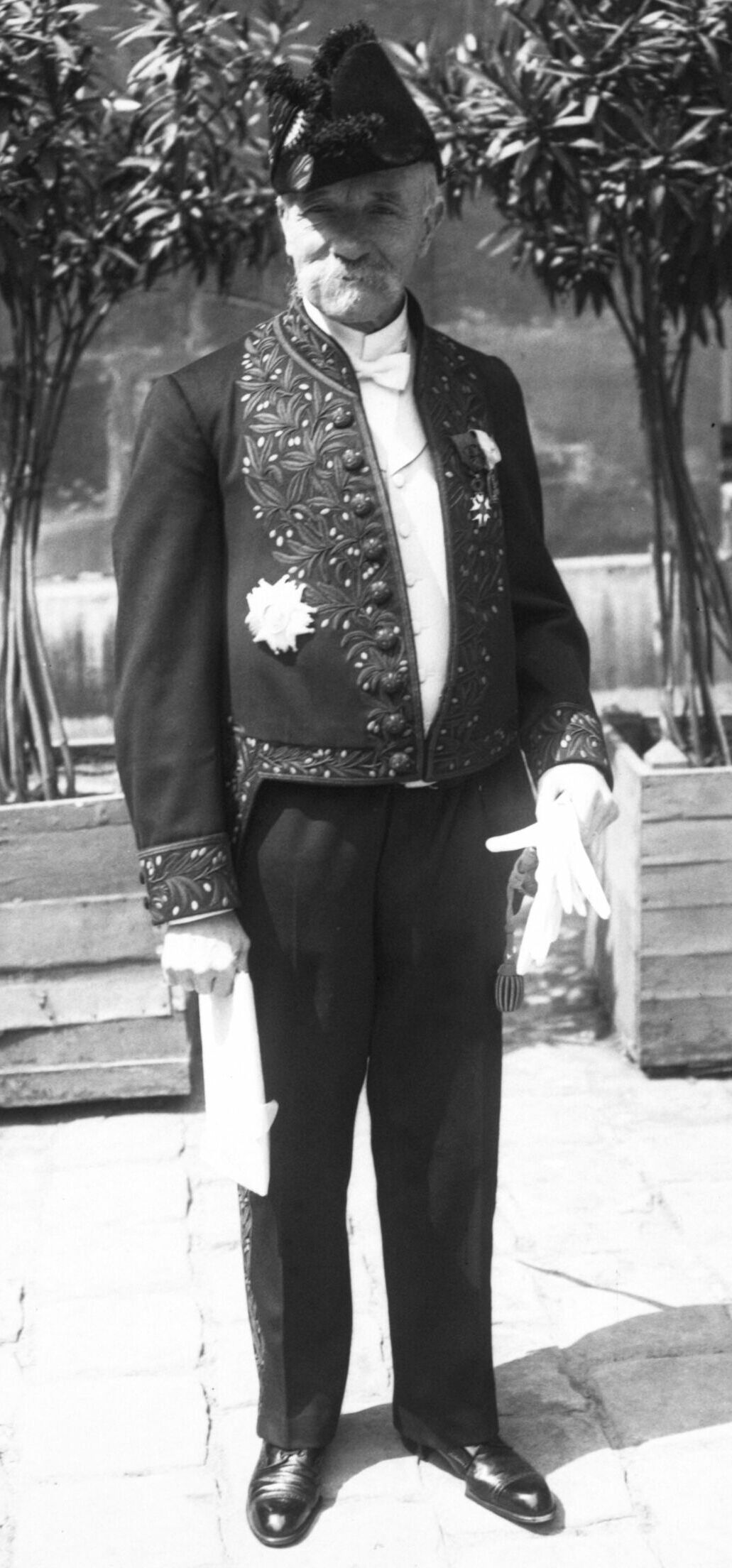
Hippolyte Langlois.

- Importantes grèves dans les usines de Wendel[1].
- Création du vélodrome du montet à Vandoeuvre-les-Nancy[2].
- Achèvement de l' Hôtel des Arts et Métiers de Metz [3].
- Achèvement de l'  Immeuble Charles Margo à Nancy (Architecte : Eugène Vallin)[4].
- Ouverture de la mine Kraemer à Volmerange-les-Mines et de la Mine de Landres [5].
- L'Abbaye des Prémontrés de Pont-à-Mousson devient la propriété de la ville de Pont-à-Mousson et sert de nouveau d'hôpital entre 1912 et 1944[6].
- Le premier club de patinage spinalien apparaît : le Sports d'Hivers Spinaliens (SHS) qui regroupe les patineurs artistiques ainsi que les hockeyeurs sur glace. Les débuts se font sur l'étang gelé de Poissompré (appelé comme cela en raison de la multitude de poissons qu’il abritait).
- Albert Lebrun est élu président du conseil général de Meurthe-et-Moselle.
- Sont élus députés de Meurthe-et-Moselle : Jean Grillon, unique candidat des républicains dans la 3e circonscription de Meurthe-et-Moselle[7]; Louis Marin, réélu. Il est à la tête de la Fédération des républicains progressistes de Nancy, qui regroupent des républicains modérés; Albert Lebrun; Fery de Ludre; Raoul Méquillet et Gustave Chapuis
- Sont élus députés de la Meuse : Albert Lefébure, siégeant de 1906 à 1914 au groupe de la Gauche radicale; Paul Henry Ferrette; Charles Humbert élu sénateur en 1908, remplacé par Albert Noël et Auguste Grosdidier
- Sont élus députés des Vosges :  Émile Fleurent, inscrit au groupe de la Gauche radicale; René Grosdidier, réélu; Henri Schmidt, il siège jusqu'en 1919, inscrit au groupe de la Gauche radicale. Membre de la commission des boissons, il s'investit dans la lutte contre l'alcoolisme; Marc Mathis, il siège jusqu'en 1917, inscrit au groupe de la Gauche radicale. Il est questeur de la Chambre de 1913 à 1917; Henry Boucher élu sénateur en 1909, remplacé par Abel Ferry; Thierry Comte d'Alsace élu sénateur en 1909, remplacé par Albert Colin; Maurice Flayelle et Camille Krantz.
- Place forte de Toul : achèvement de la construction de l'ouvrage de la Cloche, débutée en 1902. C'est un ouvrage à profil triangulaire. Son plan est jumeau de celui de l'ouvrage du Mordant. Il comprend un casernement pour 1/2 compagnie d'infanterie et pour 68 artilleurs. L'armement est constitué d'une tourelle de 75 et d'une casemate de Bourges non reliée au reste de l'ouvrage.
- Paul Cuny fonde une troisième filature : la Société Giron et Cie, qui établit la filature de la Vologne, avec Giron, le frère de son épouse, et Adrien Molard, le mari de sa sœur.
- Maurice Barrès est élu à l'Académie Française[8].

- 1 février : Reconnaissance d'utilité publique du Souvenir français (l’une des plus anciennes reconnaissances de France).
- 27 mai : Hippolyte Langlois est élu sénateur de Meurthe-et-Moselle
- 13 juin au 2 juillet : concours national et international de tir de Nancy[9]. Manifestation placée sous le haut patronage de Mr Fallières, président de la république.
- 6 juillet : arrivée à Nancy de la 2ème étape du tour de France. Parti de Douai, René Pottier remporte l'étape en 14 h 21 min 30 s et prend la tête du classement général[10].
- 6 au 8 juillet : venu en France pour visiter l'exposition coloniale de Marseille, le roi du Cambodge Preah Bat Sisowath visite Nancy[11],[12].
- 7 juillet : départ de Nancy du Tour de France en direction de Dijon pour une troisième étape de 416 kilomètres dont une partie se déroule en Alsace annexée[10].
- 4 au 5 octobre : l’Opéra de Nancy est totalement détruit par un incendie survenu après une répétition de l’opéra Mignon. À cette époque il était situé à l’emplacement de l'actuel Musée des Beaux-arts, sur la place Stanislas. Construit sous le règne de Stanislas Leszczynski en 1758, ce bâtiment, était appelé Théâtre de la Comédie[13].

## Inscriptions ou classements aux titre des monuments historiques
- En Meurthe-et-Moselle : Cathédrale Notre-Dame-de-l'Annonciation de Nancy[14]
- En Meuse : Cathédrale Notre-Dame de Verdun
- Dans les Vosges : Croix de chemin de Gendreville[15], Église Notre-Dame-de-Bonsecours de Nancy[16]

## Naissances

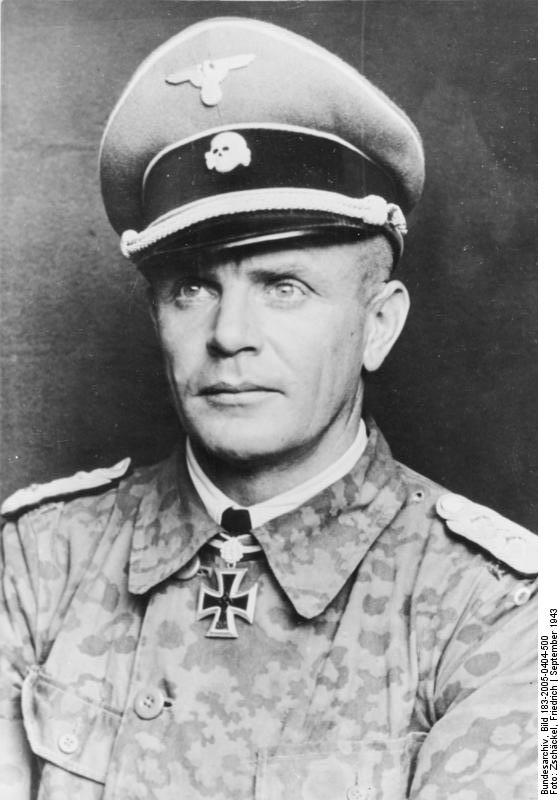
Heinz Harmel

- Jean Cartan (1906-1932), compositeur français.
- 16 janvier à Kœnigsmacker : Léon Israël aussi appelé docteur Israël, mort assassiné par la Milice de Lyon le 27 avril 1944 à Mâcon , médecin, résistant et Juif français.
- 5 février à Saint-Avold : Erich Isselhorst (décédé en 1948), juriste allemand, cadre du NSDAP. Standartenführer de la Waffen-SS, il fut chef de la Gestapo à Erfurt, Cologne, Klagenfurt et Munich.
- 13 mars à Thionville : Dietrich Beelitz  (décédé en 2002), général allemand de la Seconde Guerre mondiale. Il fut le dernier chef d’état-major de la 10e armée allemande.
- 30 mars ,
  - à Montigny-lès-Metz : Kurt Kaiser (décédé à Bracciano le 12 juillet 1974), connu sous le pseudonyme de Kurt Caesar, illustrateur et auteur de bande dessinée germano-italien[17]. Il a illustré de nombreuses bandes dessinées en Italie et en Allemagne, entre 1935 et 1974.
  - à Obreck dans le département de la Moselle : Jules Thiriet, mort le 6 janvier 1984 à Nancy[18], homme politique et député français.
- 25 avril à Thierville-sur-Meuse : Jean Nénon, mort le 11 septembre 1976 à Villeneuve-sur-Lot (Lot-et-Garonne), homme politique français.
- 3 mai à Rupt-sur-Moselle : Jean Desbordes, écrivain et poète français, mort à Paris le 6 juillet 1944.
- 4 mai à Metz : Charles David (décédé en 1999), producteur de cinéma français.
- 14 mai à Épinal : Marie-Antoinette Gout, morte le 16 mai 1986 à Remiremont, infirmière et résistante française, ayant œuvré à la protection de Juifs pendant la Seconde Guerre mondiale.
- 20 mai à Nancy : Line Zilgien, décédée à Paris le 6 mai 1954, est une organiste liturgique et concertiste française.
- 1er juin à Épinal : Maurice Dreyfuss (1er juin 1906 - 4 novembre 1975), géologue français. Il est aussi connu comme spéléologue.
- 25 juin à Villey-le-Sec : Jean Lhuillier, mort le 17 mai 1971 à Paris, ingénieur agronome, militaire et résistant français, Compagnon de la Libération. Employé de l'administration coloniale en Afrique, il décide, au début de la Seconde Guerre mondiale, de se rallier à la France libre et combat au Moyen-Orient, en Afrique du Nord et en Italie avant de participer à la libération de la France. Après la guerre, il retourne dans l'administration coloniale et exerce parallèlement plusieurs fonctions au sein d'organismes scientifiques.
- 29 juin à Metz : Heinz Harmel (décédé le 2 septembre 2000 à Krefeld), général SS de la Seconde Guerre mondiale. Il a reçu la croix de chevalier de la croix de fer avec feuilles de chêne et glaives en 1944. Pendant la bataille de Normandie, Heinz Harmel fut commandant de la 10e Panzerdivision SS Frundsberg avec le grade de SS-Brigadeführer[19].
- 9 juillet à Fraize : Jean Bistesi, décédé à Grenoble (Isère) le 29 novembre 1943 (à 37 ans) lors de la Saint-Barthélémy grenobloise, membre de la résistance française.
- 3 août à Nancy : Pierre Benoit, né Maurice Benoit , mort le 23 avril 1987, prêtre dominicain français, bibliste et théologien. Il fut directeur de l'École biblique de Jérusalem de 1964 à 1972.
- 31 août à Dommartin-lès-Remiremont : Michel François, mort le 11 juillet 1981 dans le 14e arrondissement de Paris[20], historien français.
- 11 septembre à Amnéville : Eitel-Friedrich Kentrat[21] (décédé en  1974), officier de marine et commandant de U-Boot allemand lors de la Seconde Guerre mondiale. Il reçoit en 1941 la très convoitée Croix de chevalier de la Croix de fer.
- 13 octobre :
  - à Nancy : Louis Harmand, mort le 2 juin 1974 à Clamart[22] historien français, spécialiste de l'Occident romain.
  - à Toul : Pierre Bach né à Toul (Meurthe-et-Moselle) (1906-1971), peintre paysagiste français, s'installe en 1930 à la marine d'Erbalunga à Brando (Haute-Corse).
- 16 octobre à Commercy : Bernard Georges André Joseph Challe, mort le 12 janvier 1977[23] à Paris[24],[25],[26], est un aviateur militaire français. Il a terminé sa carrière au grade de général d'armée aérienne, et Grand-croix de la Légion d'honneur.
- 9 novembre à Sarreguemines : Joseph Schaff, mort le 15 juillet 1981 à Metz, est un homme politique français.
- 16 novembre à Nancy : Jean-Pierre Rothé, mort le 6 mars 1991 à Montpellier (où il a vécu après sa retraite)[27], est un géophysicien français connu, enseignant et ancien directeur de l'Institut de physique du globe de Strasbourg.
- 1er décembre à Nancy : Jean Cartan, décédé à Briis-sous-Forges le 16 mars 1932, compositeur français.

## Décès

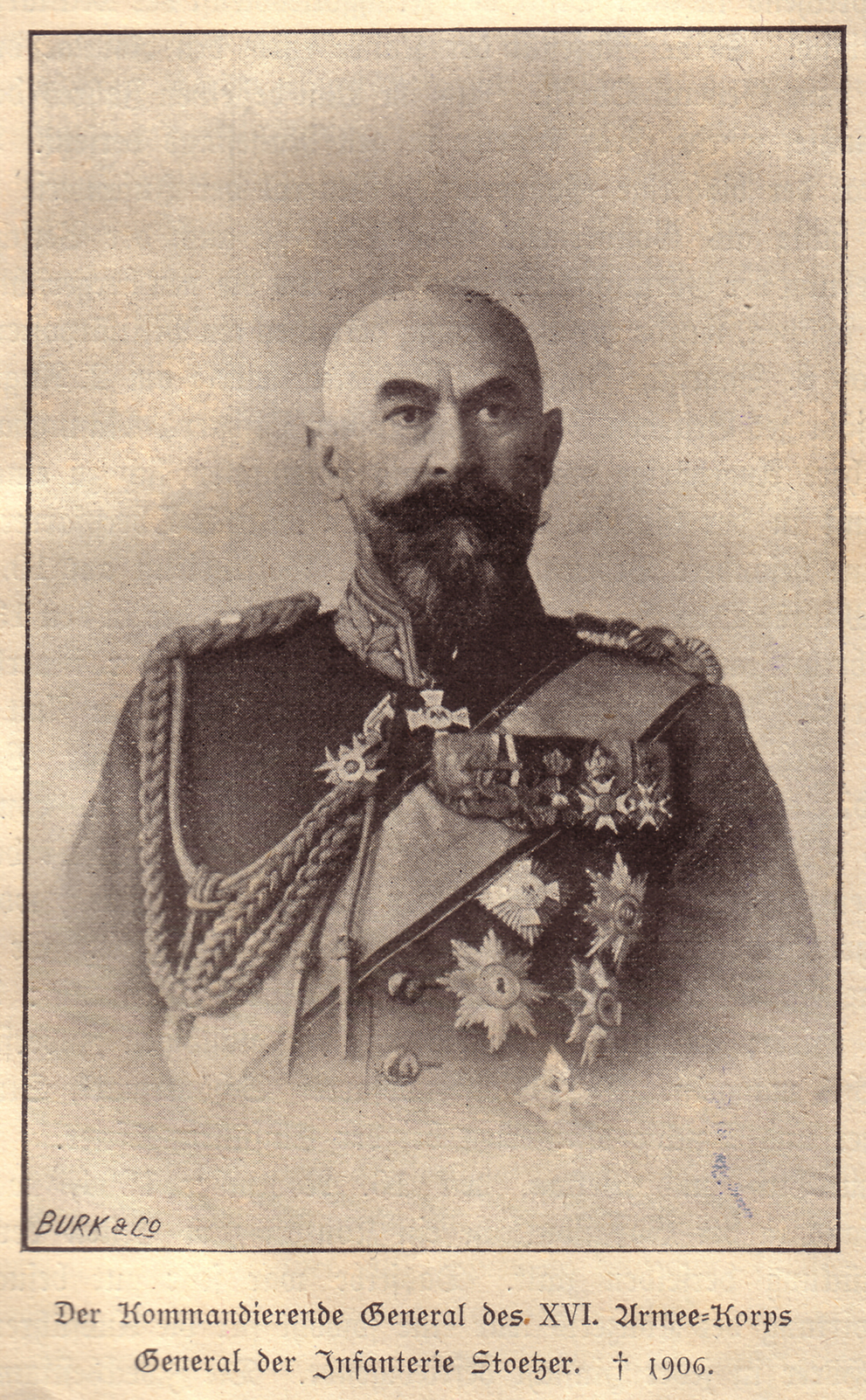
Louis Stoetzer

- 17 avril à Metz : Louis Stoetzer (né le 1er août 1842 à Römhild), général prussien, commandant et gouverneur de la place forte de Metz.
- 30 avril à Gérardmer (Vosges) : Maximilien Kelsch, industriel et homme politique français né le 3 décembre 1844 à Gérardmer.
- 28 juin à Bar-le-Duc : Wlodimir Konarski, né Louis-Stanislas-Wlodimir Konarski le 21 juin 1852 à Auxerre, graveur, conseiller de préfecture et historien français.
- 30 juin à Nancy : Édouard Henrion, homme politique français né le 18 septembre 1835 à Mirecourt (Vosges).
- 15 août à Metz : Rémy-Édouard Jacquemin, architecte français né à Metz en 1844 . Actif dans la seconde moitié du XIXe siècle, il fut l'architecte de nombreux édifices religieux en Moselle.